# Вълчедръм (община)
Община Вълчедръм се намира в Северозападна България и е една от съставните общини на област Монтана.

## География

### Географско положение, граници, големина
Общината е разположена в североизточната част на област Монтана. С площта си от 431,514 km2 заема 3-то място сред 11-те общините на областта, което съставлява 11,87% от територията на областта. Границите ѝ са следните:
- на изток – община Козлодуй и община Хайредин, област Враца;
- на юг – община Бойчиновци;
- на запад – община Якимово;
- на северозапад – община Лом;
- на север – Румъния.

### Природни ресурси

#### Геоложки строеж
Геоложкият профил на община Вълчедръм е изграден от еднообразни квартернерни глини, представляващи част от деградирани и овлажнени льосовидни глини, загубили характерните за льоса пропадъчни свойства. По дълбочина на профила са разкрити следните пластове, характеризиращи геоложката основа в района: черноземна глина богата на хумусни вещества и богата коренова растителност, като мощността ѝ е постоянна – 1,30 – 1,50 m; глина льосовидна, светложълта, слабо песъчлива, влажна, с характерни варовити повлекла и включвания, с мощност под 3,5 – 4 m от терена е силно песъчлива и водонаситена.

#### Релеф
Релефът на община Вълчедръм е низинно-равнинен до хълмист и предоставя прекрасни условия за развитие на растениевъдството и за механизирана обработка на земята. Територията ѝ изцяло попада в пределите на Западната Дунавска равнина.
В източната половина на общината се простира западната част на обширното льосово плато Златията. Общият наклон на платото е в посока изток-югоизток и най-високата му точка както на него, така и на община Вълчедръм е 174,5 m, разположена южно от село Горни Цибър. На запад към долината на река Цибрица и на север към река Дунав склоновете му са стръмни. На север от него покрай брега на Дунав е разположена Цибърската низина, която представлява заливна тераса на Дунав. Нейната дължина е 10 – 11 km, а ширината – 4 km. В нейната най-източна част, на брега на реката, е минималната кота на общината – 26 m н.в.
На запад от широката долина на река Цибрица се простира обширна равнинна местност с обща денивелация от запад на изток.

#### Води
В пределите на община Вълчедръм се простира участък от 13 km от южния бряг на река Дунав от km 708 до km 721 (километрите се отчитат от устието на реката). От юг на север през средата на общината преминава най-долното течение на река Цибрица. Десният склон на долината, обърнат към льосово плато Златията е стръмен, на места даже и отвесен, а левият – нисък и полегат. В източната част на община Вълчедръм, на границата с община Козлодуй е изграден големият язовир „Шишманов вал“, с водите на който се напояват обширни земеделски площи в Златията. В югоизточната част, в землищата на селата Бъзовец и Септемврийци са изградени два сравнително големи микроязовира („Бъзовец“ 55 дка, „Септемврийци“ 381 дка), водите на които също са включени в напоителни системи и са зарибени.

#### Климат
Община Вълчедръм е с преобладаващи умерено-континентални климатични условия. Режимът на валежите е с подчертан късно пролетен (юнски) максимум и зимен (февруарски) минимум и изразената тенденция за балансиране на сезонните валежни суми. Средногодишната сума на валежите е под 500 mm, като средните валежи по сезони са: пролет – 150 – 200 mm, лято – 175 mm, есен – 125 – 150 mm, зима – 100 – 125 mm. Сравнително високата сума на валежите е положителен фактор за самоочистване на атмосферата от замърсители. Снежната покривка се задържа 50 – 80 дни през годината, а средната ѝ височина е 10 – 20 cm. Броят на засушаванията с продължителност 10 и над 10 дни за периода април – октомври е 4,5 – 5,0. Сумарната слънчева радиация е 20 – 20,5 дни и под 3 през декември, като годишната ѝ стойност е под 133 дни. Сравнително висока е средноянуарската температура (-1,6 до –3,2 °С), а средно юлската – около 23 °С. Средната годишна температура в района е 9 – 10 °С. Ортографските особености на района силно повлияват на скоростта и посоката на вятъра. Средната скорост на вятъра в 85% от случаите на наблюденията е под 2 m/s. В 42,7% от случаите времето през годината е тихо – през есента това са 51%, а през лятото – 37,2%. Преобладаващи са западните и северозападните ветрове.

#### Почви
Почвите в община Вълчедръм са относително еднообразни и се представят от следните четири групи:
около 86% от равнинната територия е заета от подтипа на карбонатните черноземи;
стабилният равнинен терен южно от град Вълчедръм и източно от река Цибрица е зает от подтипа – излужени черноземи – 6,3%;
заливната (западна) тераса на река Цибрица е заета от ливадни почви – 2,9%;
стръмният десния бряг на реката е зает от силно ерозирали почви и оврази – 5,8%.

#### Флора и фауна
Общината е бедна на дървесна горска растителност, която е представена от дъб, акация, топола, бряст, ясен и др. широколистни. Лесистостта на горите е ниска – 5% спрямо цялата площ и е типично полски тип. Фауната се характеризира с богато видово разнообразие на птици. Установени са над 100 вида птици, по-голямата част от които са постоянни, другата част – преминаващи. Освен богата орнитофауна, в района се срещат и много бозайници, най-често зайци, диво прасе, сърни и др.

#### Защитени зони
На територията на община Вълчедръм има 4 защитени зони, включени в европейската екологична мрежа НАТУРА 2000:
- Защитена зона „Златията“ с идентификационен код BG0002009 в землища от общините Козлодуй, Хайредин, Мизия и Вълчедръм – с площ 434 987,345 дка;
- Защитена зона „Остров до Горни Цибър“ BG0002008 в землището на с. Горни Цибър – с площ 2184,270 дка;
- Защитена зона „Цибърско блато“ с идентификационен код BG0002104 в землището на с. Долни Цибър – с площ 3459,584 дка;
- Защитена зона „Остров Ибиша“ – в землищата на с. Долни Цибър и с. Горни Цибър – с обща площ 3993,232 дка.

## Населени места
Общината има 11 населени места с общо население 7698 жители към 7 септември 2021 г.
| Населено място                                                          | Преброяване (от септември 2021) | По настоящ адрес (ГРАО от 15 септември 2024) | Площ (km²) | Гъстота (д/km²) |
| ----------------------------------------------------------------------- | ------------------------------- | -------------------------------------------- | ---------- | --------------- |
| Ботево (Омер махала, Ботьово)                                           | 49                              | 38                                           | 5,356      | 7.09            |
| Бъзовец                                                                 | 57                              | 67                                           | 12,131     | 5.52            |
| Вълчедръм (Вълчедръма, Вълчедърма)                                      | 2895                            | 3060                                         | 121,134    | 25.26           |
| Горни Цибър (Цибър варош)                                               | 100                             | 90                                           | 33,763     | 2.67            |
| Долни Цибър                                                             | 1408                            | 1626                                         | 15,053     | 108.02          |
| Златия                                                                  | 583                             | 580                                          | 47,388     | 12.24           |
| Игнатово (Кара баджак, Игнатиево)                                       | 200                             | 192                                          | 14,798     | 12.97           |
| Мокреш                                                                  | 636                             | 726                                          | 66,652     | 10.89           |
| Разград                                                                 | 506                             | 554                                          | 47,159     | 11.75           |
| Септемврийци (Горна Гнойница)                                           | 893                             | 1006                                         | 46,209     | 21.77           |
| Черни връх                                                              | 371                             | 440                                          | 21,871     | 20.12           |
| Общо за общината:                                                       | 7698                            | 8379                                         | 431,51     | 19.42           |
| Населените места с кмет са със зелен фон, а тези без кметство – с жълт. |                                 |                                              |            |                 |

### Население (1934 – 2021)
| Община Вълчедръм                              | Община Вълчедръм | Община Вълчедръм | Община Вълчедръм | Община Вълчедръм | Община Вълчедръм | Община Вълчедръм | Община Вълчедръм | Община Вълчедръм | Община Вълчедръм | Община Вълчедръм | Община Вълчедръм |
| --------------------------------------------- | ---------------- | ---------------- | ---------------- | ---------------- | ---------------- | ---------------- | ---------------- | ---------------- | ---------------- | ---------------- | ---------------- |
| Година                                        | 1934             | 1946             | 1956             | 1965             | 1975             | 1985             | 1992             | 2001             | 2011             | 2021             |                  |
| Население                                     | 27471            | 28723            | 27261            | 25190            | 21951            | 18293            | 15858            | 13146            | 9900             | 7698             |                  |
| Източници: Национален Статистически Институт, |                  |                  |                  |                  |                  |                  |                  |                  |                  |                  |                  |

### Население по възрастови групи
| Население по възрастови групи към септември 2021 г. | Население по възрастови групи към септември 2021 г. | Население по възрастови групи към септември 2021 г. | Население по възрастови групи към септември 2021 г. | Население по възрастови групи към септември 2021 г. | Население по възрастови групи към септември 2021 г. | Население по възрастови групи към септември 2021 г. | Население по възрастови групи към септември 2021 г. | Население по възрастови групи към септември 2021 г. | Население по възрастови групи към септември 2021 г. | Население по възрастови групи към септември 2021 г. | Население по възрастови групи към септември 2021 г. | Население по възрастови групи към септември 2021 г. | Население по възрастови групи към септември 2021 г. | Население по възрастови групи към септември 2021 г. | Население по възрастови групи към септември 2021 г. | Население по възрастови групи към септември 2021 г. | Население по възрастови групи към септември 2021 г. | Население по възрастови групи към септември 2021 г. |
| --------------------------------------------------- | --------------------------------------------------- | --------------------------------------------------- | --------------------------------------------------- | --------------------------------------------------- | --------------------------------------------------- | --------------------------------------------------- | --------------------------------------------------- | --------------------------------------------------- | --------------------------------------------------- | --------------------------------------------------- | --------------------------------------------------- | --------------------------------------------------- | --------------------------------------------------- | --------------------------------------------------- | --------------------------------------------------- | --------------------------------------------------- | --------------------------------------------------- | --------------------------------------------------- |
| Общо                                                | 0 – 4                                               | 5 – 9                                               | 10 – 14                                             | 15 – 19                                             | 20 – 24                                             | 25 – 29                                             | 30 – 34                                             | 35 – 39                                             | 40 – 44                                             | 45 – 49                                             | 50 – 54                                             | 55 – 59                                             | 60 – 64                                             | 65 – 69                                             | 70 – 74                                             | 75 – 79                                             | 80 – 84                                             | 85+                                                 |
| 7698                                                | 343                                                 | 401                                                 | 395                                                 | 411                                                 | 389                                                 | 343                                                 | 394                                                 | 405                                                 | 442                                                 | 528                                                 | 548                                                 | 457                                                 | 473                                                 | 538                                                 | 646                                                 | 438                                                 | 289                                                 | 258                                                 |

### Етнически състав
| Етноси в община Вълчедръм (2011) | Етноси в община Вълчедръм (2011) | Етноси в община Вълчедръм (2011) | Етноси в община Вълчедръм (2011) | Етноси в община Вълчедръм (2011) |
| -------------------------------- | -------------------------------- | -------------------------------- | -------------------------------- | -------------------------------- |
| Етническа група                  |                                  |                                  | процент                          |                                  |
| българи                          | българи                          |                                  | 78.83%                           | 78.83%                           |
| цигани                           | цигани                           |                                  | 20.19%                           | 20.19%                           |
| турци                            | турци                            |                                  | 0.25%                            | 0.25%                            |
| други и неопределени             | други и неопределени             |                                  | 0.72%                            | 0.72%                            |

Етническа група от общо 9676 самоопределили се (към 2011 г.):
- българи: 7628
- турци: 24
- цигани: 1954
- други: 12
- неопределени: 58

## Административно-териториални промени
- Височайши доклад № 7843 от 09.11.1881 г. – преименува с. Дервиш махала на с. Крумово;

– преименува с. Омер махала на с. Ботьово;
– преименува с. Кара баджак на с. Игнатиево;
- МЗ № 2820/обн. 14.08.1934 г. – преименува с. Цибър варош на с. Горни Цибър;
- указ № 664/обн. 29.12.1950 г. – заличава с. Душилница и го присъединява като квартал на с. Мокреш;
- Указ № 317/обн. 13.12.1955 г. – обединява селата Калугер махала и Куле махала в едно населено място – с. Златия;

– обединява селата Крумово и Разград махала (Разград махла) в едно населено място – с. Разград;
- през 1956 г. – осъвременено е името на с. Ботьово на с. Ботево без административен акт;
- Указ № 546/обн. 15.09.1964 г. – признава с. Вълчедръма (Вълчедърма) за с.гр.т. Вълчедръма;
- Указ № 960/обн. 4 януари 1966 г. – осъвременява името на с.гр.т. Вълчедръма на с.гр.т. Вълчедръм;

– осъвременява името на с. Игнатиево на с. Игнатово;
- Указ № 829/обн. 29.08.1969 г. – признава с.гр.т. Вълчедръм за гр. Вълчедръм;
- Указ № 2106/обн. 22 януари 1974 г. – преименува с. Горна Гнойница на с. Септемврийци;
- Указ № 3005/обн. 09.10.1987 г. – закрива община Златия и заедно с включените в състава ѝ населени места я присъединява към община Вълчедръм.

## Политика
- 2015 –
- 2011 –
- 2007 – Иван Барзин (БЗНС) печели на първи тур с 61,07% срещу Илиян Лашков(НДСВ)
- 2003 – Иван Барзин (БЗНС) печели на първи тур с 60% срещу Илиян Лашков (ССД).
- 1999 – Иван Барзин (БЗНС) печели на втори тур със 76% срещу Красимир Бенков (СДС).
- 1995 – Красимир Петров (Предизборна коалиция БСП, БЗНС Александър Стамболийски, ПК Екогласност) печели на първи тур с 53% срещу Иван Барзин (Народен съюз).

## Транспорт
През общината преминават частично 4 пътя от Републиканската пътна мрежа на България с обща дължина 33 km:
- участък от 11,8 km от Републикански път II-11 (от km 67,1 до km 78,9);
- участък от 27,6 km от Републикански път III-133 (от km 38,5 до km 66,1);
- последният участък от 22,2 km от Републикански път III-818 (от km 14 до km 36,2);
- последният участък от 3,6 km от Републикански път III-1011 (от km 11,1 до km 14,7).

## Топографска карта
- Лист от карта K-34-11. Мащаб: 1 : 100 000.
- Лист от карта K-34-12. Мащаб: 1 : 100 000.
- Лист от карта K-34-23. Мащаб: 1 : 100 000.
- Лист от карта K-34-24. Мащаб: 1 : 100 000.